# USS Benfold (DDG-65)
USS Benfold (DDG-65) — эсминец типа «Арли Бёрк». Построен на верфи Ingalls Shipbuilding, приписан к морской станции Сан-Диего, штат Калифорния.
Эсминец «Бенфолд» назван в честь героя Корейской войны Эдварда К. Бенфолда.

## Боевая служба
В ходе учений Stellar Daggers, завершившихся 26 марта 2009 года, эсминец, впервые в истории флота США, осуществил одновременный перехват и аэродинамической, и баллистической целей  с использованием ракет SM-2 Block IIIA и модифицированной SM-2 BLK IV. При этом ракета SM-2 Block IIIA успешно поразила цель класса «крылатая ракета», и а SM-2 BLK IV — цель, имитировавшую баллистическую ракету малой дальности на терминальном участке траектории.